# トム・ローリン
トーマス・ロバート・ローリン（Thomas Robert Laughlin, 1931年8月10日 - 2013年12月12日）は、アメリカ合衆国の俳優。映画監督。

## 略歴
ミネソタ州ミネアポリスで生まれ、ウィスコンシン州ミルウォーキーで育つ。ウィスコンシン大学マディソン校、次いでマーケット大学で学ぶが、どちらでもアメリカンフットボールをしていた。その後更にサウスダコタ大学に移り、ラジオ・アクティングや監督を学ぶ。
1955年から1965年までテレビドラマや映画に出演し、1960年に自身が監督および脚本を務めた『プロパー・タイム』を公開する。その後、ビリー・ジャックシリーズを製作し、T.C.フランクという名義で監督を、フランク・クリスティーナという名義で脚本を書く。
五社英雄監督の時代劇『御用金』（1969年）をリメイクした1975年の西部劇映画『マスター・ガンファイター』の脚本および主演を務めた（息子の名前の「フランク・ローリン」という名義で監督も務めている）。
2013年12月12日、カリフォルニア州サウザンドオークスの自宅で死去した。82歳没。

## 政治活動
2004年のアメリカ合衆国の大統領予備選挙に共和党から立候補したが、敗退。イラク戦争に反対している。

## 参照
1. ↑  Skalitzky, Lori (1986年10月10日). “Real-Life Drama brings Laughlin Home”. The Milwaukee Sentinel 2010年2月20日閲覧。
2. ↑  Borsuk, Alan J. (1991年10月21日). “Washington High Alumni stroll down Memory Lane”. The Milwaukee Journal 2010年2月19日閲覧。
3. ↑  Montgomery, Ben (2007年8月19日). “Is it Time for Billy Jack to Come Back?”. セントピーターズバーグ・タイムズ 2010年2月20日閲覧。
4. ↑  Spiro, J.D. (1956年8月26日). “Milwaukee's Actin' Tom Laughlin”. Milwaukee Journal 2010年2月19日閲覧。
5. ↑  Notice of death of Tom Laughlin billyjack.com 2013年12月16日閲覧
6. ↑  Laughlin, Tom (2003年). “Laughlin for President: A Powerful New Voice to Give Real Power Back to All the People”. billyjack.com. 2004年2月14日時点のオリジナルよりアーカイブ。2010年2月20日閲覧。
7. ↑  Laughlin, Tom. “America has Lost its Moral Purpose”. billyjack.com. 2010年2月20日閲覧。
8. ↑  Basham, Doug (2005年5月11日). “Interview with Tom Laughlin (audio)”. dougbasham.com. 2010年2月20日閲覧。